# Kłokoczkowate
Kłokoczkowate (Staphyleaceae (DC.) Lindl.) – rodzina roślin należąca do rzędu Crossosomatales. Należą tu krzewy i drzewa 45 gatunków, których podział na rodzaje wciąż jest przedmiotem badań, a dotychczasowe propozycje wyróżniające trzy lub dwa rodzaje nie znajduje odzwierciedlenia w filogenezie. Rośliny te występują na różnych obszarach w strefie umiarkowanej półkuli północnej, schodząc do strefy równikowej w Ameryce Południowej i Azji południowo-wschodniej. Jedynym przedstawicielem rodziny we florze Polski jest kłokoczka południowa. Niektóre gatunki z tej rodziny uprawiane są jako ozdobne. Ze względu na szybki wzrost niektórzy przedstawiciele wykorzystywani są także do zalesień i ochrony przed erozją. Drewno nie ma wielkiego znaczenia ekonomicznego z powodu niewielkiej trwałości. Pąki kwiatowe kłokoczki kolchidzkiej są spożywane po ich przefermentowaniu.

## Morfologia

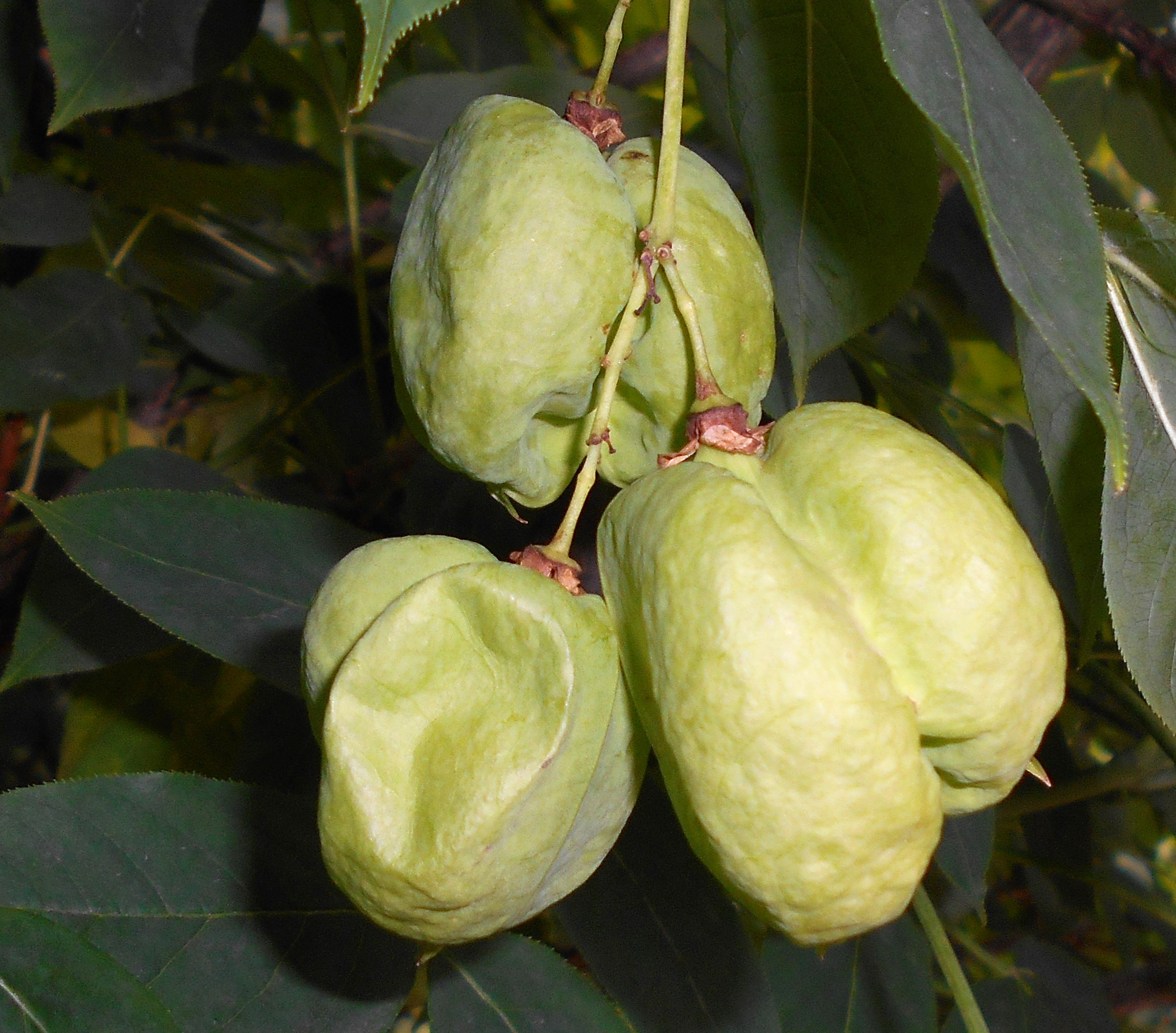
Owoce kłokoczki południowej

PokrójDrzewa i krzewy.
LiścieOpadające na zimę lub zimozielone, naprzeciwległe i nieparzysto pierzasto złożone lub trójlistkowe, rzadko pojedyncze, pozbawione przylistków. Poszczególne listki mają piłkowany brzeg, nerwację pierzastą i osadzone są na ogonkach.
KwiatyObupłciowe, rzadko jednopłciowe, zebrane są w wiechowate kwiatostany na końcach pędów lub w kątach liści blisko szczytowej części pędów. Kwiaty są promieniste i zwykle 5-krotne. Działki kielicha są podobne do płatków (zwykle barwne). Płatki korony są wolne lub zrośnięte u nasady. Pręcików jest 5, ich nitki są wolne i wyrastają z dysku miodnikowego. Pylniki otwierają się podłużnymi pęknięciami. Zalążnia jest górna i powstaje z dwóch, trzech lub czterech owocolistków słabo ze sobą zrośniętych. W obrębie komory każdego z owocolistków rozwija się wiele zalążków. Szyjki słupka są luźno ze sobą połączone i zwieńczone główkowatym znamieniem.
OwoceRozdęte torebki, suche mieszki i pestkowce.

## Systematyka
Zaliczane tu dawniej (np. w systemie Cronquista z 1981 i Takhtajana z 1997) rodzaje Tapiscia i Huertea wyłączane są w odrębną rodzinę Tapisciaceae w rzędzie Huerteales. Pozostałe gatunki grupowane były w rodzaje na podstawie budowy owoców i wyróżniano w efekcie trzy rodzaje: Euscaphis, Staphylea i Turpinia. Badania molekularne wykazały, że taksony te są w takim ujęciu polifiletyczne. W 2006 zaproponowano wyróżnienie dwóch rodzajów Staphylea i Dalrympelea, ale wciąż podział ten uznawany jest za przedwczesny i nie odpowiadający powiązaniom filogenetycznym. Na podstawie badań molekularnych wyodrębniono w rodzinie 5 kladów, ale o niejasnych relacjach względem siebie i wykazujące bifiletyczny charakter tradycyjnych rodzajów Staphylea i Turpinia, oraz monofiletyczny rodzaju Euscaphis.  
Pozycja systematyczna i podział według Angiosperm Phylogeny Website (aktualizowany system APG IV z 2016)
Rodzina z rzędu Crossosomatales w obrębie kladu różowych roślin okrytonasiennych. Pozycja rodziny w kladogramie rzędu:
|  | Guamatelaceae                                                                      |
|  |                                                                                    |
|  | \| \| Stachyuraceae – stachiurowate \| \| \| \| \| \| Crossosomataceae \| \| \| \| |
|  |                                                                                    |
|  | Stachyuraceae – stachiurowate                                                      |
|  |                                                                                    |
|  | Crossosomataceae                                                                   |
|  |                                                                                    |

|  | Stachyuraceae – stachiurowate |
|  |                               |
|  | Crossosomataceae              |
|  |                               |

|  | Guamatelaceae                                                                      |
|  |                                                                                    |
|  | \| \| Stachyuraceae – stachiurowate \| \| \| \| \| \| Crossosomataceae \| \| \| \| |
|  |                                                                                    |
|  | Stachyuraceae – stachiurowate                                                      |
|  |                                                                                    |
|  | Crossosomataceae                                                                   |
|  |                                                                                    |

|  | Stachyuraceae – stachiurowate |
|  |                               |
|  | Crossosomataceae              |
|  |                               |

|  | Aphloiaceae                                                            |
|  |                                                                        |
|  | \| \| Geissolomataceae \| \| \| \| \| \| Strasburgeriaceae \| \| \| \| |
|  |                                                                        |
|  | Geissolomataceae                                                       |
|  |                                                                        |
|  | Strasburgeriaceae                                                      |
|  |                                                                        |

|  | Geissolomataceae  |
|  |                   |
|  | Strasburgeriaceae |
|  |                   |

|  | Guamatelaceae                                                                      |
|  |                                                                                    |
|  | \| \| Stachyuraceae – stachiurowate \| \| \| \| \| \| Crossosomataceae \| \| \| \| |
|  |                                                                                    |
|  | Stachyuraceae – stachiurowate                                                      |
|  |                                                                                    |
|  | Crossosomataceae                                                                   |
|  |                                                                                    |

|  | Stachyuraceae – stachiurowate |
|  |                               |
|  | Crossosomataceae              |
|  |                               |

|  | Guamatelaceae                                                                      |
|  |                                                                                    |
|  | \| \| Stachyuraceae – stachiurowate \| \| \| \| \| \| Crossosomataceae \| \| \| \| |
|  |                                                                                    |
|  | Stachyuraceae – stachiurowate                                                      |
|  |                                                                                    |
|  | Crossosomataceae                                                                   |
|  |                                                                                    |

|  | Stachyuraceae – stachiurowate |
|  |                               |
|  | Crossosomataceae              |
|  |                               |

|  | Aphloiaceae                                                            |
|  |                                                                        |
|  | \| \| Geissolomataceae \| \| \| \| \| \| Strasburgeriaceae \| \| \| \| |
|  |                                                                        |
|  | Geissolomataceae                                                       |
|  |                                                                        |
|  | Strasburgeriaceae                                                      |
|  |                                                                        |

|  | Geissolomataceae  |
|  |                   |
|  | Strasburgeriaceae |
|  |                   |

Wykaz rodzajów według Angiosperm Phylogeny Website
- Staphylea L. – kłokoczka
- Dalrympelea Roxburgh